# Prosype ethiopicus
Prosype ethiopicus är en skalbaggsart som beskrevs av Karl Adlbauer 2008. Prosype ethiopicus ingår i släktet Prosype och familjen långhorningar. Inga underarter finns listade i Catalogue of Life.